# Минь (оповідання)
«Минь» (рос. Налим) — оповідання Антона Чехова, вперше опубліковане 1885 року.
У 1937 і 1953 роках в СРСР за мотивами оповідання знято художні фільми. 

## Публікації
Оповідання «Минь» Антон Чехов написав 1885 року. Вперше воно вийшло друком у 177-му номері «Петербурзької газети» від 1 липня з підписом А. Чехонте. 1886 року оповідання увійшло до збірки «Строкаті оповідання», також воно ввійшло до зібрання творів письменника, виданого Марксом.
За життя Чехова оповідання переклали польською та сербохорватською мовами.

## Історія написання
Брат письменника, Михайло Чехов, згадував, що обставини написання оповідання пов'язані з реальною історією: «Я добре пам'ятаю, як теслі в Бабкіні ставили купальню і як під час роботи натрапили у воді на миня».

## Критика
Критик Н. Ладожський оцінив оповідання і 1886 року писав: «Оповідання  «Дітвора» та інше оповідання - «Минь», де описано сцену лову миня — дуже гарні».
Сучасні дослідники творчості Чехова відзначають, що в оповіданні «Минь» є чимало смішного, іронічного. Свого часу літературознавець А. Дерман зараховував твір до серії «віртуозних гуморесок». Зовнішність кожного його героя, на думку дослідників, по-чеховськи традиційно іронічна, а в кожного персонажа «виявляється характеристична іронічна деталь, їхні портрети змальовано в глузливо-іронічній манері».

## Сюжет
Дія оповідання розгортається літнього ранку біля недомайстрованої купальні. У воді понад годину стоять теслі Герасим і Любим. Вони намагаються спіймати голіруч рибу миня, що ховається під корінням верби. Проходить час, але всі спроби зачепитися за рибу виявляються марними. Тоді до них приєднується пастух Єфим, який заради миня кинув стадо. Усі троє штовхаються, але впіймати рибину не можуть. З'являється пан Андрей Андреєвич, який дізнається, у чому справа, і кличе на підмогу машталіра Василя. Василь теж лізе у воду. Тепер миня шукають вчотирьох. Андрей Андреєвич не витримує і собі лізе у воду. Але і його втручання не допомагає. Тоді Герасим приносить сокиру і Любим рубає корінь верби. Андрей Андреєвич сам намацує і витягує миня. Всі задоволені і оцінюють вагу риби. Але тут минь "стріпує хвостом догори, і рибалки чують гучний оплеск..."

## Переклади українською
Оповідання «Минь», під назвою «Мень», увійшло до першого тому тритомного зібрання перекладів Чехова українською мовою, що вийшло 1930 року у видавництві Книгоспілка. Перекладач — Максим Рильський.